# Copa de Clubes de la CECAFA
La Copa de Clubes de la CECAFA es un torneo de fútbol a nivel de clubes de África Oriental y África Central organizado por la CECAFA y que desde el año 2002 se le conoce como la Copa Interclubes Kagame debido a que el presidente de Ruanda Paul Kagame se convirtió en el patrocinador principal del torneo.

## Historia
El torneo fue creado en 1967, y tuvo como primer campeón al Abaluhya de Kenia, aunque este torneo no fue reconocido, hasta que fue retomada en 1974, siendo el Simba SC de Tanzania el campeón de esa edición y reconocido como el primer campeón oficial del torneo.

## Palmarés
| * | El partido se decidió en penales    |
| † | Torneo no disputado o no reconocido |

| 1967    | Abaluhya        | 5–0†A^        | Sunderland        |               |               |               |
| 1968–73 | No se jugó†B^   | No se jugó†B^ | No se jugó†B^     | No se jugó†B^ | No se jugó†B^ | No se jugó†B^ |
| 1974    | Simba           | 0–0           | Abaluhya          | Tanzania      |               |               |
| 1975    | Young Africans  | 2–0           | Simba             | Zanzíbar      |               |               |
| 1976    | Luo Union       | 2–1           | Young Africans    | Uganda        |               |               |
| 1977    | Luo Union       | 2–1           | Horseed           | Tanzania      |               |               |
| 1978    | KCC             | 0–0*C^        | Simba             | Uganda        |               |               |
| 1979    | Abaluhya        | 1–0           | KCC               | Somalia       |               |               |
| 1980    | Gor Mahia       | 3–2           | Abaluhya          | Malaui        |               |               |
| 1981    | Gor Mahia       | 1–0           | Simba             | Kenia         |               |               |
| 1982    | AFC Leopards    | 1–0           | Rio Tinto         | Kenia         |               |               |
| 1983    | AFC Leopards    | 2–1           | ADMARC Tigers     | Zanzíbar      |               |               |
| 1984    | AFC Leopards    | 2–1           | Gor Mahia         | Kenia         |               |               |
| 1985    | Gor Mahia       | 2–0           | AFC Leopards      | Sudán         |               |               |
| 1986    | Al-Merrikh      | 2–2*D^        | Young Africans    | Tanzania      |               |               |
| 1987    | Villa           | 1–0           | Al-Merrikh        | Uganda        |               |               |
| 1988    | Kenya Breweries | 2–0           | Al-Merrikh        | Sudán         |               |               |
| 1989    | Kenya Breweries | 3–0           | Coastal Union     | Kenia         |               |               |
| 1990    | No se jugó†E^   | No se jugó†E^ | No se jugó†E^     | No se jugó†E^ | No se jugó†E^ | No se jugó†E^ |
| 1991    | Simba           | 3–0           | Villa             | Tanzania      |               |               |
| 1992    | Simba           | 1–1*F^        | Young Africans    | Zanzíbar      |               |               |
| 1993    | Young Africans  | 2–1           | Villa             | Uganda        |               |               |
| 1994    | Al-Merrikh      | 2–1           | Express           | Sudán         |               |               |
| 1995    | Simba           | 1–1*G^        | Express           | Tanzania      |               |               |
| 1996    | Simba           | 1–0           | APR               | Tanzania      |               |               |
| 1997    | AFC Leopards    | 1–0           | Kenya Breweries   | Kenia         |               |               |
| 1998    | Rayon Sports    | 2–1           | Mlandege          | Zanzíbar      |               |               |
| 1999    | Young Africans  | 1–1*H^        | Villa             | Uganda        |               |               |
| 2000    | Tusker          | 3–1           | APR               | Ruanda        |               |               |
| 2001    | Tusker          | 0–0*I^        | Oserian           | Kenia         |               |               |
| 2002    | Simba           | 1–0           | Prince Louis      | Zanzíbar      |               |               |
| 2003    | Villa           | 1–0           | Simba             | Uganda        |               |               |
| 2004    | APR             | 3–1           | Ulinzi Stars      | Ruanda        |               |               |
| 2005    | Villa           | 3–0           | APR               | Tanzania      |               |               |
| 2006    | Police          | 2–1           | Moro United       | Tanzania      |               |               |
| 2007    | APR             | 2–1           | URA               | Ruanda        |               |               |
| 2008    | Tusker          | 2–1           | URA               | Tanzania      |               |               |
| 2009    | ATRACO          | 1–0           | Al-Merrikh        | Sudán         |               |               |
| 2010    | APR             | 2–0           | Saint-George SA   | Ruanda        |               |               |
| 2011    | Young Africans  | 1–0           | Simba             | Tanzania      |               |               |
| 2012    | Young Africans  | 2–0           | Azam              | Tanzania      |               |               |
| 2013    | Vital'O         | 2–0           | APR               | Sudán         |               |               |
| 2014    | Al-Merreikh     | 1–0           | APR               | Ruanda        |               |               |
| 2015    | Azam            | 2–0           | Gor Mahia         | Tanzania      |               |               |
| 2018    | Azam            | 2–1           | Simba             | Tanzania      |               |               |
| 2019    | KCC             | 1–0           | Azam              | Ruanda        |               |               |
| 2021    | Express         | 1–0           | Nyasa Big Bullets | Tanzania      |               |               |
| 2024    | Red Arrows      | 1–1*J^        | APR               | Tanzania      |               |               |

Notas
A. A^ El torneo no fue oficialmente reconocido.

B. B^ El torneo no se jugó.

C. C^ El marcador final fue 0−0 durante los 90 minutos y el tiempo extra. KCC ganó 3−2 en los penales.

D. D^ El marcador final fue 2−2 durante los 90 minutos y el tiempo extra. Al-Merreikh ganó 4−2 en los penales.

E. E^ El torneo no se jugó.

F. F^ El marcador final fue 1−1 durante los 90 minutos y el tiempo extra. Simba ganó 5−4 en los penales.

G. G^ El marcador final fue 1−1 durante los 90 minutos y el tiempo extra. Simba ganó 5−3 en los penales.

H. H^ El marcador final fue 1−1 durante los 90 minutos y el tiempo extra. Young Africans ganó 4−1 en los penales.

I. I^ El marcador final fue 0−0 durante los 90 minutos y el tiempo extra. Tusker ganó 3−0 en los penales.

J. J^ El marcador final fue 1−1 durante los 90 minutos y el tiempo extra. Red Arrows ganó 10−9 en los penales.

## Títulos por Equipo
| Club                        | Títulos | Subtítulos | Años títulos                       | Años subtítulos                          |
| --------------------------- | ------- | ---------- | ---------------------------------- | ---------------------------------------- |
| Simba                       | 6       | 7          | 1974, 1991, 1992, 1995, 1996, 2002 | 1967, 1975, 1978, 1981, 2003, 2011, 2018 |
| A.F.C. Leopards             | 6       | 3          | 1967, 1979, 1982, 1983, 1984, 1997 | 1974, 1980, 1985                         |
| Young Africans              | 5       | 3          | 1975, 1993, 1999, 2011, 2012       | 1976, 1986, 1992                         |
| Tusker                      | 5       | 1          | 1988, 1989, 2000, 2001, 2008       | 1997                                     |
| Armée Patriotique Rwandaise | 3       | 6          | 2004, 2007, 2010                   | 1996, 2000, 2005, 2013, 2014, 2024       |
| Al-Merrikh                  | 3       | 3          | 1986, 1994, 2014                   | 1987, 1988, 2009                         |
| Villa                       | 3       | 3          | 1987, 2003, 2005                   | 1991, 1993, 1999                         |
| Gor Mahia                   | 3       | 2          | 1980, 1981, 1985                   | 1984, 2015                               |
| Azam                        | 2       | 2          | 2015, 2018                         | 2012, 2019                               |
| Kampala City Council        | 2       | 1          | 1978, 2019                         | 1979                                     |
| Re-Union                    | 2       | 0          | 1976, 1977                         |                                          |
| Express                     | 1       | 2          | 2021                               | 1994, 1995                               |
| ATRACO                      | 1       | 0          | 2009                               |                                          |
| Police                      | 1       | 0          | 2006                               |                                          |
| Rayon Sports                | 1       | 0          | 1998                               |                                          |
| Vital'O                     | 1       | 0          | 2013                               |                                          |
| Red Arrows                  | 1       | 0          | 2024                               |                                          |
| Uganda Revenue Authority    | 0       | 2          |                                    | 2007, 2008                               |
| ADMARC Tigers               | 0       | 1          |                                    | 1983                                     |
| Coastal Union               | 0       | 1          |                                    | 1989                                     |
| Horseed                     | 0       | 1          |                                    | 1977                                     |
| St George                   | 0       | 1          |                                    | 2010                                     |
| Mlandege                    | 0       | 1          |                                    | 1998                                     |
| Moro United                 | 0       | 1          |                                    | 2006                                     |
| Oserian                     | 0       | 1          |                                    | 2001                                     |
| Prince Louis                | 0       | 1          |                                    | 2002                                     |
| Rio Tinto                   | 0       | 1          |                                    | 1982                                     |
| Ulinzi Stars                | 0       | 1          |                                    | 2004                                     |
| Nyasa Big Bullets           | 0       | 1          |                                    | 2021                                     |

1. ↑  Incluye títulos como Abaluhya.
2. ↑  Incluye títulos como Luo Union.

## Títulos por país
| País     | Títulos | Subtítulos | Clubes campeones |
| -------- | ------- | ---------- | ---------------- |
| Kenia    | 16      | 8          | 4                |
| Tanzania | 13      | 13         | 3                |
| Uganda   | 7       | 9          | 4                |
| Ruanda   | 5       | 6          | 3                |
| Sudán    | 3       | 3          | 1                |
| Burundi  | 1       | 1          | 1                |
| Zambia   | 1       | 0          | 1                |
| Malaui   | 0       | 2          | 0                |
| Somalia  | 0       | 1          | 0                |
| Zimbabue | 0       | 1          | 0                |
| Etiopía  | 0       | 1          | 0                |
| Zanzíbar | 0       | 1          | 0                |